# Krzysztof Szafrański
Krzysztof Szafrański (Prudnik, Voivodat d'Opole, 21 de novembre de 1972) va ser un ciclista polonès, professional del 2000 al 2004. En el seu palmarès destaca el Campionat nacional en contrarellotge de 2002.

## Palmarès
- 1995
  - Vencedor d'una etapa a la Szlakiem Grodów Piastowskich
- 2002
  -  Campió de Polònia en contrarellotge
  - 1r a la Szlakiem Grodów Piastowskich